# Itata partita
Itata partita är en spindelart som beskrevs av Cândido Firmino de Mello-Leitão 1930. 
Itata partita ingår i släktet Itata och familjen hoppspindlar. Inga underarter finns listade i Catalogue of Life.